# 1990 год в телевидении
Список 1990 год в телевидении описывает события в мире телевидения, произошедшие в 1990 году.

## События

### Январь
- 25 января — Начало вещания испанского телеканала «MCR-Antena 3».

### Март
- 3 марта — Начало вещания испанского частного телеканала «Telecinco».
- 14 марта — Начало вещания самарского телеканала «Орион».

### Апрель
- 9 апреля — Начало вещания самарского областного телеканала «СКАТ».

### Май
- 18 мая — На Первой программе ЦТ вышла в эфир интеллектуальная телеигра «Брэйн-ринг».
- 31 мая — Начало вещания 24 канал.

### Июнь
- 5 июня — Начало вещания московского «Новостного канала».

### Июль
- 14 июля — Основана компания «ВГТРК».

### Август
- 6 августа — Начало вещания златоустовского телеканала «Канал-ТВ».
- 8 августа — Начало вещания иркутской телекомпании «Видеоканал».
- 21 августа — Начало вещания архангельской телекомпании «АГТ».

### Сентябрь
- 8 сентября — Начало вещания американского детского телеканала «Fox Kids».
- 13 сентября — Начало вещания краснодарского телеканала «Каневское телевидение».
- 14 сентября — Начало вещания шведского коммерческого телеканала «TV4».
- 14 сентября — Начало вещания мелитопольского телеканала «МТВ-плюс».

### Октябрь
- 5 октября — Состоялась премьера канала «ВИД представляет», представлявшая собой блок программ одноимённой телекомпании. Выходила по пятницам по Первой программе ЦТ. Ведущим был Игорь Кириллов.
- 13 октября — Начало вещания харьковской телекомпании «7 канал».
- 26 октября — Вышел первый выпуск программы телекомпании ВИD «Поле чудес», ставшей неофициальным советским (ныне — российским) аналогом американской программы «Wheel of Fortune» (Колесо фортуны).
- 29 октября — Вышел первый выпуск программы «Намедни»[1].

### Ноябрь
- 7 ноября — Начало вещания шадринского телеканала «ШТВ».
- 19 ноября — Вышел первый выпуск юмористической программы «Оба-на!».

### Декабрь
- 6 декабря — Начало вещания сызранского телеканала «Канон».
- 25 декабря — Начало вещания македонского частного телеканала «Радио и телевидение Орбис».

## Без точных дат
- Начало вещания ирландского телеканала «Сетанта Спорт».
- Начало вещания телеканала «Экран-5», вещающего в Южном и Юго-Восточном округах Москвы.
- Участниками коллектива программы «Взгляд» регистрируется негосударственная независимая телекомпания «ВИD» с собственной символикой. Телепрограммы под маркой ВИD начинают регулярно выходить на 1 программе ЦТ СССР с начала октября 1990 года, причем к ВИD'у переходит и производство «Взгляда».

## Родились
- 8 января — Алина Засобина — российская телеведущая и актриса.
- 19 января — Андрей Островский, ТВ-знаток (Своя игра) и журналист[2].
- 4 февраля — Екатерина Березовская — российская журналистка и телеведущая.
- 18 февраля — Юлия Бехтерева — российская журналистка и телеведущая.
- 23 февраля — Тимур Кафиатуллин, ТВ-знаток (Своя игра), чемпион 3-го цикла игр новейшей «Золотой дюжины» (2014—15) и финальных игр 2015 года, а также аудитор[3].
- 22 апреля — Яна Кошкина — российская телеведущая и актриса.
- 24 мая — Екатерина Лопарёва — российская радиоведущая и телеведущая.
- 15 октября — Анастасия Матвеенко — российская телеведущая.
- 8 декабря — Алёна Дублюк — российская телеведущая.